# Hart Open 2012
L'Hart Open 2012 è stato un torneo di tennis facente parte della categoria ITF Women's Circuit nell'ambito dell'ITF Women's Circuit 2012. Il torneo si è giocato a Zawada in Polonia dal 12 al 18 novembre 2012 su campi in sintetico indoor e aveva un montepremi di $25,000.

## Vincitrici

### Singolare
Karolína Plíšková ha battuto in finale  Ana Vrljić con il punteggio di 6–3, 6–2

### Doppio
Karolína Plíšková /  Kristýna Plíšková hanno battuto in finale  Kristina Barrois /  Sandra Klemenschits con il punteggio di 6–3, 6–1